# Iqbal Khan
Iqbal Khan (* 1976 in Karatschi, Pakistan) ist ein Schweizer Bankmanager. In der Konzernleitung der Grossbank UBS führt er als President den Unternehmensbereich Global Wealth Management.

## Ausbildung
Iqbal Khan wuchs als Sohn eines pakistanischen Kaufmanns und einer Schweizerin mit drei Geschwistern in Karatschi auf. Als er 12 Jahre alt war, musste die Familie, die einer verfolgten muslimischen Minderheit angehörte, wegen politischer Wirren fliehen. Sie zog mittellos in das Heimatland der Mutter, nach Dübendorf. Nach drei Jahren Schule in der Schweiz fand der akzentfrei Zürichdeutsch sprechende Junge trotz schlechtem Schriftdeutsch und mässigen Noten nach zahlreichen Absagen eine KV-Lehrstelle in einer Treuhandfirma. Anschliessend an die kaufmännische Lehre bildete er sich zum Treuhänder mit eidgenössischem Diplom (1999), zum schweizweit jüngsten diplomierten Wirtschaftsprüfer (2002) und zum zertifizierten Finanzanalysten (2004) weiter. 2012 machte er ausserdem an der Universität Zürich den Advanced Master of International Business Law (LLM).

## Karriere
Mit 25 Jahren fing Khan bei der führenden Wirtschaftsprüfungsgesellschaft Ernst & Young an, stieg mit 31 zum jüngsten Partner auf und leitete ab 2011 den Kernbereich Financial Services. Dabei übte er auch Mandate für die Credit Suisse aus und wechselte schliesslich 2013 als CFO in deren Private Banking. Unter dem neuen Konzernchef Tidjane Thiam führte er von 2015 bis 2019 als CEO das International Wealth Management, ging dann aber, angeblich wegen persönlicher Spannungen mit dem Chef, zur Konkurrentin UBS.
Bei der UBS führte Khan die globale Vermögensverwaltung zusammen mit dem Amerikaner Tom Naratil. Der Co-Chef verliess aber im Oktober 2022 die UBS. Allein für das weltweite Geschäft der führenden Vermögensverwalterin verantwortlich, galt Khan als möglicher Nachfolger des Konzernchefs Ralph Hamers. Nach der Übernahme der CS durch die UBS muss er die globale Vermögensverwaltung der beiden Grossbanken zusammenführen.